# Ivan Kryvošejenko
Ivan Vasyl'ovyč Kryvošejenko (in ucraino Іван Васильович Кривошеєнко?; in russo Иван Васильевич Кривошеенко?; Priluki, 11 maggio 1984) è un ex calciatore ucraino, di ruolo centrocampista.